# قواعد البيانات الملاحية
 'قاعدة البيانات الملاحية'  هو نوع من قاعدة بيانات التي فيها السجلات أو أشياء يتم تعريفها في المقام الأول عن طريق اتباع مراجع غيرها من الكائنات أو السجلات. كانت قواعد البيانات هذه نوع شائع من قواعد البيانات في السابق عندما كان يتم تخزين البيانات على الشريط المغناطيسي؛ حيث تفيد المراجع الملاحية الكمبيوتر حول تخزين السجل التالي في الشريط، مما يسمح بالتقديم السريع (وفي بعض الحالات، عكس) دون الحاجة إلى قراءة كل سجل لمعرفة ما إذا كان يقابل معيار معين. 
ظهور الأقراص الصلبة منخفضة الكلفة الصورة والتي قدمت الوصول شبه عشوائي أدى إلى نماذج جديدة لتخزين قواعد البيانات أكثر ملاءمة لهذه الأجهزة. ومن بين هؤلاء قواعد البيانات العلائقية، وخاصة إس كيو إل الذي أصبح [] الحل المقبول منذ 1980s حتى نحو عام 2010. وفي ذلك الوقت بدأ إعادة تقييم سوق قواعد البيانات بأكمله، حيث المفاهيم المختلفة لقواعد بيانات NoSQL، مما أدى إلى إعادة دراسة النموذج الملاحي. كنتيجة لهذا، قاعدة بيانات الرسم البياني، تجد استخدامات جديدة في تجهيز معاملات أعباء العمل.

## الوصف
الواجهات الملاحية عادة ما تكون إجرائية، على الرغم من بعض الأنظمة الحديثة مثل إكسباث يمكن أن تعتبر ملاحية وتصريحية في وقت واحد.
يرتبط الولوج الملاحي عادة مع واجهة نموذج الشبكة و [نموذج هرمي []] من قاعدة بيانات، وقد اكتسبت بعضها مزايا المجموعات <المرجع> قالب:يستشهد الكتاب. </ المرجع> التقنيات الملاحية تستخدم «مؤشرات» و «مسارات» للتنقل بين سجلات البيانات (المعروف أيضا باسم «العقد»). هذا هو على النقيض من النموذج العلائقي (تنفذ في قواعد البيانات العلائقية ق)، والتي تسعى لاستخدام «المصرح» أو البرمجة المنطقية التقنيات التي تطلب من نظام  ما  ل جلب بدلا من  كيف  للانتقال إلى ذلك. على سبيل المثال، لإعطاء الاتجاهات إلى منزل، النهج الملاحي يشبه شيئا مثل «احصل على الطريق السريع 25 ل8 أميال، اتجه إلى شارع الخيل، على اليسار حيث الحظيرة الحمراء، ثم توقف في مبنى 3RD على الطريق»، في حين أن هناك نهج التعريفي تشبه «زيارة البيت الأخضر (ق) في غضون الإحداثيات التالية....» تعتبر النماذج الهرمية أيضا ملاحية لأن واحدا «يذهب» حتى (إلى الأم)، أسفل (ليترك)، وهناك «مسارات»، مثل مألوفة مسارات ملف / مجلد في أنظمة الملفات الهرمية. بصفة عامة، فإن الأنظمة الملاحية استخدام مزيج من المسارات وحروف الجر مثل «التالي»، «سابقة»، «لأول مرة»، «آخر»، «حتى»، «أسفل»، «مالك»، الخ. «مسارات» وغالبا ما تتكون من سلسلة من عقدة أسماء أو عناوين العقدة. مثال
```
Node6.Node4.Node5.Node1
```

أو
```
Node6 / Node4 / Node5 / NODE1
```

عينة من عقد قاعدة بيانات: المخطط المعلم على الأقواس 6 والطرف 7 (الأرقام مستخدمة للتوضيح فقط، في الواقع تستخدم أسماء ذات مغزى)

إذا لم يكن هناك ارتباط بين العقد، ثم عادة ما تنجم حالة خطأ مع رسالة مثل «مسار غير صالح». المسار "Node6.Node2.Node1" ستكون غير صالحة في معظم النظم لأنه لا يوجد ارتباط مباشر بين عقدة عقدة 6 و 2.استخدام مصطلح «الملاحية» زعما يشتق من بيان صادر عن تشارلز باخمان والذي يصف «مبرمج كما الملاح» أثناء الوصول له نوع مفضل من قاعدة البيانات <المرجع> {{يستشهد على شبكة الإنترنت |. URL = HTTP : //portal.acm.org/citation.cfm معرف = 362534 & كول = البوابة ودل = ACM | عنوان = مبرمج كما الملاح | دوى = 10.1145 / 355٬611،362534 | الناشر = Portal.acm.org | accessdate = 2012/10/01} } </ المرجع>باستثناء أنظمة الملفات الهرمي (الذي يعتبره البعض شكلا من أشكال قاعدة البيانات)، وانخفضت التقنيات الملاحية من صالح من قبل 1980s. ومع ذلك، وجوه المنحى البرمجة و لغة الترميز القابلة للامتداد قد أشعلها تجدد الاهتمام، ولكن مثيرة للجدل في التقنيات الملاحية.النقاد من التقنيات الملاحية النظر إليها بوصفها «عبث السباغيتي غير منظم»، ويشبهون لهم إلى «غوتو» من قبل - البرمجة منظم. وبعبارة أخرى، فهي يزعم أن تنظيم البيانات ما غوتو كانت لتدفق السلوك. في وجهة النظر هذه، توفر تقنيات العلائقية تحسين الانضباط والثبات لتنظيم البيانات واستخدام بسبب جذوره في نظرية المجموعات و المسند حساب التفاضل والتكامل.يقترح البعض أيضا أن محركات قواعد البيانات الملاحية هي أسهل لبناء ويستغرق ذاكرة أقل (RAM) من حكمه العلائقية. ومع ذلك، فإن وجود المنتجات ذات العلاقة أو على أساس العلائقية من أواخر 1980s التي تمتلك المحركات الصغيرة (بمقاييس اليوم) لأنها لم تستخدم SQL يشير هذا ليس بالضرورة. أيا كان السبب، والتقنيات الملاحية لا تزال هي الطريقة المفضلة للتعامل مع الهياكل على نطاق أصغر.ومن الأمثلة الحالية هيكلة الملاحية يمكن العثور عليها في طراز كائن المستند (DOM) غالبا ما تستخدم في متصفحات الويب وترتبط ارتباطا وثيقا جافا سكريبت. «المحرك» DOM هو في الأساس قاعدة بيانات الملاحية خفيفة الوزن. وشبكة ويب العالمية نفسه ويحتمل أن تعتبر ويكيبيديا أشكال قواعد البيانات الملاحية، على الرغم من أنها تركز على النص الذي يمكن قراءته بدلا من البيانات (على نطاق واسع، على شبكة الإنترنت هو نموذج الشبكة وعلى نطاق أصغر أو المحلية، مثل نطاق وURL التقسيم، فإنه يستخدم التسلسلات الهرمية). في المقابل، فإن المرتبطة البيانات وجه من وجوه الويب الدلالي تشعر بالقلق على وجه التحديد مع البيانات المقروءة آليا نطاق الشبكة، ويلي على وجه التحديد النموذج «اتبع أنفك» التي تنطوي عليها فكرة الملاحية .وهناك نوع جديد من قواعد البيانات الملاحية [بحاجة لمصدر] قالب:له مؤخرا عندما ظهر، و قواعد بيانات الرسم البياني. وغالبا ما تتضمن هذه الفئة من قواعد البيانات باعتبارها واحدة من الأسرة أربعة من NoSQL قواعد البيانات.

## أمثلة
- نظام إدارة المعلومات IBM* IDMS